# (446786) 1996 GD
(446786) 1996 GD es un asteroide perteneciente al cinturón de asteroides, descubierto el 7 de abril de 1996 por el equipo de la Estación Óptica de Maui de la Fuerza Aérea (AMOS), desde el Observatorio de Haleakala, Hawái, Estados Unidos.

## Designación y nombre
Designado provisionalmente como 1996 GD.

## Características orbitales
1996 GD está situado a una distancia media del Sol de 2,315 ua, pudiendo alejarse hasta 2,716 ua y acercarse hasta 1,914 ua. Su excentricidad es 0,173 y la inclinación orbital 6,409 grados. Emplea 1286,33 días en completar una órbita alrededor del Sol.

## Características físicas
La magnitud absoluta de 1996 GD es 18,04. Tiene 1,610 km de diámetro y su albedo se estima en 0,043.